# مگس‌های گل‌دوست
مگس‌های گل‌دوست (نام علمی: Apiocera) نام یک سرده از فروراسته مگس‌خانگی‌شکلان است.